# رسابة (حرض)

تعديل مصدري - تعديل

رسابة هي إحدى قرى عزلة الفج بمديرية حرض التابعة لمحافظة حجة، بلغ تعداد سكانها 189 نسمة حسب تعداد اليمن لعام 2004.